# Lucie Milebou Aubusson
Lucie Milebou Aubusson còn được là Lucie Mboussou (sinh ngày 25 tháng 2 năm 1957) là một bác sĩ nhãn khoa và chính trị gia người Gabon đã là Chủ tịch Thượng viện kể từ ngày 27 tháng 2 năm 2015.

## Cuộc sống và giáo dục
Aubusson sinh ngày 25 tháng 2 năm 1957 tại Fougamou. Bà có bằng Tiến sĩ Y khoa và bằng Cao học về nhãn khoa tại Đại học Aix-Marseille ở Pháp.

## Nghề nghiệp
Aubusson là nữ bác sĩ nhãn khoa đầu tiên ở Gabon. Bà là Giám đốc chuyên môn tại Quỹ Jeanne Ebori ở Libreville từ năm 1988 đến năm 2002 và là một trợ lý giáo sư tại Đại học Omar Bongo. Bà là giám đốc y khoa của Phòng khám Medivision và là thành viên sáng lập của Tổ chức phi chính phủ Hỗ trợ Y tế Gabon.
Aubusson là một thành viên của Đảng Dân chủ Gabon và được bầu vào thượng viện đại diện cho Fougamou vào năm 2002. Bà là thành viên của ủy ban thường trực về Đối ngoại, Tài chính và Kế hoạch vùng.
Aubusson đã từng là Chủ tịch của mạng lưới nữ thượng nghị sĩ Gabon và cũng là phó chủ tịch của Nhóm Nghị viện Gabon. Bà là Phó Chủ tịch Thượng viện trong Quốc hội lần thứ ba và trở thành Chủttiijcchh nhiệm kỳ thứ tư (2015–2021), succeeding Rose Francine Rogombé.

## Giải thưởng và danh dự
- Grand Cross of the Order of the Equatorial Star

## Cuộc sống cá nhân
Aubusson is married to Michel Mboussou, CEO of the National Disease Insurance and Social Guarantee Fund (CNAMGS), and has three children.